# Taratutîne, Krasnopillea
Taratutîne (în ucraineană Таратутине) este un sat în așezarea urbană Krasnopillea din regiunea Sumî, Ucraina.

## Demografie
Componența lingvistică a localității Taratutîne
     Ucraineană (89,19%)
     Rusă (9,46%)
Conform recensământului din 2001, majoritatea populației localității Taratutîne era vorbitoare de ucraineană (89,19%), existând în minoritate și vorbitori de rusă (9,46%).